# Krukow
Krukow là một đô thị tại huyện Mecklenburgische Seenplatte (trước thuộc huyện Müritz), bang Mecklenburg-Vorpommern, miền bắc nước Đức.